# Пол Паркер
Пол Паркер (англ. Paul Parker; нар. 4 квітня 1964, Лондон) — англійський футболіст, захисник.

## Клубна кар'єра
У дорослому футболі дебютував 1982 року виступами за команду клубу «Фулхем», в якій провів п'ять сезонів, взявши участь у 153 матчах чемпіонату.  Більшість часу, проведеного у складі «Фулхема», був основним гравцем захисту команди.
Протягом 1987—1991 років захищав кольори команди клубу «Квінз Парк Рейнджерс».
Своєю грою за останню команду привернув увагу представників тренерського штабу клубу «Манчестер Юнайтед», до складу якого приєднався 1991 року. Відіграв за команду з Манчестера наступні п'ять сезонів своєї ігрової кар'єри. Граючи у складі «Манчестер Юнайтед», також здебільшого виходив на поле в основному складі команди.
Згодом з 1996 по 1997 рік грав у складі команд клубів «Дербі Каунті», «Шеффілд Юнайтед», «Фулхем» та «Челсі».
Завершив професійну ігрову кар'єру у нижчоліговому клубі «Фарнборо Таун», за команду якого виступав протягом 1997—1997 років.

## Виступи за збірну
1989 року дебютував в офіційних матчах у складі національної збірної Англії. Протягом кар'єри у національній команді, яка тривала 6 років, провів у формі головної команди країни 19 матчів.
У складі збірної був учасником чемпіонату світу 1990 року в Італії.

## Титули і досягнення
- Чемпіон Англії (2):

«Манчестер Юнайтед»: 1992–93, 1993–94
- Володар Кубка Англії (1):

«Манчестер Юнайтед»: 1993-94
- Володар Суперкубка Англії (1):

«Манчестер Юнайтед»: 1993
- Володар Кубка англійської ліги (2):

«Манчестер Юнайтед»: 1991-92